# Naphrys pulex
Naphrys pulex är en spindelart som först beskrevs av Nicholas Marcellus Hentz 1846.  Naphrys pulex ingår i släktet Naphrys och familjen hoppspindlar. Inga underarter finns listade i Catalogue of Life.